# Teatroterapia
La Dramaterapia es la aplicación del arte escénico o teatro con fines terapéuticos. Se trata de un tipo de psicoterapia integrada en el concepto genérico de Terapia artística, ya que utiliza una de las diferentes disciplinas artísticas para llevarse a cabo.

## Descripción
Específicamente, se puede comprender la dramaterpia como la aplicación de una Estructura dramática, con un fin terapéutico. Esta estructura no es otra cosa que la ordenación de los acontecimientos a través de la representación de un conflicto, una trama que ordena los acontecimientos, y personajes que luchan por conseguir sus metas en medio de la tensión que genera este conflicto planteado. 
A partir de estos elementos, se produce una interacción entre los personajes (actuados por los participantes), que en el desarrollo de la trama, para resolver el conflicto, deben ir transformándose.
El principio básico de la dramaterapia es la acción. Se considera una terapia alternativa o complemento a las terapias llamadas “conversacionales”, partiendo del supuesto de que, mejorando la creatividad y la capacidad expresiva del consultante, se permite la expresión y simbolización de emociones y experiencias, logrando así el cambio terapéutico necesario. 
Otro principio importante de la dramaterapia es el focalizarse en los aspectos saludables de los consultantes, desarrollando alternativas a los conflictos, fomentando la intuición, la imaginación, el desarrollo de habilidades sociales y de comunicación, potenciando así el desarrollo personal.
Por último, la estrategia de base para enfrentar la conflictiva personal, es a través de la ficción. Esto, permite al grupo acercarse a aspectos difíciles de sí mismos a través de un distanciamiento, llamado Distanciamiento dramático, que permite abordar más fácilmente estos aspectos.

## Historia
A principios de la década del sesenta, comenzaron una serie de acercamientos entre el drama y la educación. En este marco, Sue Jennings, por ejemplo, formó un grupo llamado de Drama correctivo, y trabajó con adultos y niños con necesidades especiales, tanto en el contexto de clínicas como centros educativos. En 1970 este grupo pasó a llamarse de dramaterapia. Más tarde, al alero de las instancias en diversas universidades de Inglaterra, en donde se formaba en arte y diseño, se formaron los primeros dramaterapeutas. 
Debido a su historia, por una parte, esta disciplina se forma a través de aportes de la Teoría teatral (estudio de la obra escénica, y de la teatralidad, es decir, de las propiedades específicas de las formas teatrales documentadas históricamente), de la Teoría del juego, Teoría del rol, y del desarrollo dramático. Por otra parte, utiliza conceptualizaciones de la Psicología del desarrollo, la Psicología jungiana, de la Teoría de las relaciones objetales, procesos de grupo, y otros aportes más específicos. También recibe aportes de la Antropología, principalmente en el estudio de formas culturales ritualizadas. 
Debido a los aportes diversos, se mantiene el debate en cuanto a si considerar a la dramaterapia como una forma de psicoterapia o basarla netamente en la teoría teatral, desde donde proviene históricamente, y tiene sus bases teóricas más fuertes. 

## Modelos de trabajo en dramaterapia
Para diferenciarse de otras formas de práctica teatral, la dramaterapia, si bien utiliza medios dramáticos (Juego dramático, trabajo con escenas, Juego de roles, rituales, Representación teatral, uso de Máscaras, juegos de voz, construcción de historias, esculturas grupales, etc.; estos se constituyen en torno a metas terapéuticas, que son primarias en relación con estas técnicas.
El trabajo se estructura en sesiones con fases específicas que permiten conectar al consultante con el espacio dramático, desarrollar en él aspectos relacionados con los objetivos terapéuticos, y lograr desconectarse de este espacio para volver a la vida cotidiana.
Es una experiencia tanto emocional como cognitiva. El consultante experimenta algo especial, tratando de entender la implicación y las emociones adjuntas a esa experiencia, y este proceso tiene una relevancia directa en su experiencia existencial en el aquí y en el ahora 

## Fases de una sesión de dramaterapia
Según Catnach, dramaterapeuta inglesa, existen tres etapas en una sesión de dramaterapia:
1. El precalentamiento: Considerado un disparador, o sea, el preparar los temas y el enfoque del resto de la sesión a través de la introducción de herramientas dramáticas que se necesitarán en esa sesión o en sesiones futuras. El terapeuta emite consignas sobre las que los participantes actúan libremente, observando a su vez la dinámica del grupo, y sensibilizándose con los temas y sentimientos que crearán el enfoque del drama, además de reforzar la seguridad del grupo a través del énfasis en las reglas básicas, los límites, a la vez que el permiso al grupo para hacer la representación.

1. Fase de desarrollo: Este es el núcleo de una sesión dramaterapéutica, la fase de exploraciones creativas y de las representaciones. Se estudian los temas a través de las formas dramáticas apropiadas.

1. Conclusión: Esta etapa es la resolución final del drama en tanto el grupo elija expresarlo. El grupo puede terminar mediante la reflexión de toda la experiencia y con su propia forma de conclusión, como una forma ritual o de representación dramática.

Se necesita esta estructura para ayudar a la función del grupo en el lenguaje de la acción dramática, para mantener al grupo unido y para crear un ambiente y un humor que estimule el trabajo creativo. En la medida en que exista un equilibrio entre la estructura y del estímulo, con el estímulo concentrado y centrado en la acción dramática, el grupo habrá experimentado el proceso del uso del drama para expresar sentimientos.

## Dramaterapia y psicodrama
El psicodrama es presentado, por sus practicantes, como una parte de la Dramaterapia
Los dos métodos se basan en el teatro, ambos implican una conexión fuerte con sentidos y estados emocionales, lo que facilita el adoptar nuevos personajes. Funcionan a través de un espacio en donde está permitida la ilusión y los juegos, permitiendo un mayor número de opciones a experimentar de forma espontánea, dentro de un espacio protegido, y dónde los consultantes son invitados a experimentar cosas nuevas en la seguridad del espacio terapéutico y teatral. Por último, tanto el dramaterapeuta como el psicodramatista utilizan los mismos elementos para facilitar la expresión de las historias que se originan de la imaginación, fantasías o la memoria, externalizadas y compartidas a través del teatro. 
El psicodrama, en particular, consiste en la actuación de escenas reales vividas por el protagonista, para lograr encontrar respuestas adecuadas a nuevas o viejas situaciones conflictivas. Es fundamentalmente verbal y trabaja con el material personal del paciente en forma directa y literal. El terapeuta asume el rol de director, y utiliza cinco elementos: protagonista/paciente, director/terapeuta, auxiliares del yo, escenario y público. Se escoge un protagonista a partir del miembro del grupo, quien escoge la escena y al cual otros miembros ayudan representando los otros personajes. Propone que a través de la catarsis, el protagonista logra intentar y tener un cambio de su percepción cognitiva y emocional.
La dramaterapia, en cambio, unifica diferentes enfoques educativos, sociales y psicológicos (como el psicodrama), que utilizan el teatro como herramienta de desarrollo. La exploración es simbólica y no necesariamente refiere a la historia personal del consultante, sino que el tema surge del grupo, siendo un tema general, y el terapeuta tiene un rol de facilitador. No necesariamente pone su centro en la catarsis. Utiliza otras artes como la música, la literatura, y el arte visual, de acuerdo con la necesidad del grupo. Estas estructuras tienen como función proveer distancia a la problemática del individuo. Por último, al no ser tan verbal y directa, puede trabajar con distintos grupos de pacientes: por ejemplo, individuos con dificultades en la expresión verbal.

## Instituciones académicas en dramaterapia
- University of Derby: Dramatherapy Master Degree.
- New York University: Master of Arts in Dramatherapy.
- California Institute of Integral Studies: Maestría en Consejería Psicología con énfasis en Dramaterapia
- Universidad Nacional de Cuyo: Diplomatura en Dramaterapia.
- Universidad Católica de Temuco: Diplomado en Dramaterapia como Método Terapéutico para el Desarrollo Humano.